# مقاطعة فومن
مقاطعة فومن (بالفارسية: شهرستان فومن) هي مقاطعة تقع في غيلان في إيران. يقدر عدد سكانها بـ 96,788 نسمة .